# Андре Тардьє
Андре Тардьє (фр. André Tardieu; 22 вересня 1876, Париж, — 15 вересня 1945, Ментона) — учасник Першої світової війни, помічник Жоржа Клемансо на Паризькій конференції 1919 року. Був міністром звільнених регіонів (Ельзасу і Лотарингії).
За час свого прем'єрства провів ряд соціальних законів: громадські роботи, соціальне страхування, безкоштовну середню освіту. Заохочував введення нових технологій в промисловість. Критикував французьку парламентську систему.